# Osella FA1H
O  FA1H foi um modelo da Osella na temporada de 1986 da Fórmula 1. Condutores: Piercarlo Ghinzani e Allen Berg.

## Resultados[1]
(legenda) 
| Ano  | Chassi | Motor                    | Pneus | Nº | Pilotos            | 1   | 2   | 3   | 4   | 5   | 6   | 7   | 8   | 9   | 10  | 11  | 12  | 13  | 14  | 15  | 16  | Pontos | Posição  |  |
| ---- | ------ | ------------------------ | ----- | -- | ------------------ | --- | --- | --- | --- | --- | --- | --- | --- | --- | --- | --- | --- | --- | --- | --- | --- | ------ | -------- |  |
|      |        |                          |       |    |                    |     |     |     |     |     |     |     |     |     |     |     |     |     |     |     |     |        |          |  |
|      |        |                          |       |    |                    | BRA | ESP | SMR | MON | BEL | CAN | EUA | FRA | GBR | GER | HUN | AUT | ITA | POR | MEX | AUS |        |          |  |
| 1986 | FA1H   | Alfa Romeo 890T V8 turbo | P     | 21 | Piercarlo Ghinzani |     |     |     |     |     |     |     | Ret |     |     |     |     |     |     |     |     | 01     | NC (14º) |  |
| 1986 | FA1H   | Alfa Romeo 890T V8 turbo | P     | 22 | Allen Berg         |     |     |     |     |     |     |     |     | Ret |     |     |     |     |     |     |     | 01     | NC (14º) |  |

↑1  Do GP do Brasil até o Leste dos Estados Unidos e da Grã-Bretanha até a Austrália, Ghinzani conduziu o FA1G, menos na França que teve Berg no comando.